# Santiago Torres (actor)
Santiago Torres (17 de octubre de 2003, Tlanepantla, Estado de México, México) es un actor mexicano, que saltó a la fama tras estelarizar a sus once años en el papel de "Ulises" la película mexicana Por mis bigotes en 2015.

## Inicios
Santiago Torres Jaimes nació el 17 de octubre del 2003. Es hijo de la también actriz y entrenadora de actuación Elsa Jaimes. Hizo su debut como actor en 2011 en la telenovela Esperanza del corazón.
Ha participado en cine, teatro y televisión. Protagoniza el filme Por mis bigotes como "Ulises", la novela Silvana sin lana como "Pedrito Gallardo" y la serie Chueco como "Martín Gustozzi". 

## Filmografía

### Televisión
- Chueco (2023) - Martín Gustozzi
- El Brazo Corto de la Ley (2022) - JJ
- Papás por encargo (2022) - Neto
- De brutas, nada[3] (2020)
- Silvana sin lana (2017) - Pedrito Gallardo[4]
- Corazón que miente (2016) - Santiago Ferrer Castellanos (niño)
- Muchacha italiana viene a casarse (2014)
- Paramédicos (2014)
- Corona de lágrimas (2012)
- Esperanza del corazón (2011) - Billy
- Más de 30 comerciales (2007-2020)

### Películas
- The Similars (2016) - Ignacio
- Rumbos paralelos (2016) -  Diego
- Por mis bigotes (2015) - Ulises

### Cortometrajes
- Barristas (2019) - Protagonista
- Liliana (2018) - Protagonista
- Somos X (2017) - Secundario
- Operación Conquista (2015) - Protagonista
- Ghostbuster: El Despertar del Monstruo (2014) - Director y actor
- La Calavera Fantasma (2014) - Realizador
- Historia de Animales (2013) - Realizador
- Pávex va a la Universidad (2013) - Realizador

### Teatro
- Dear Evan Hansen (2020)
- La gaviota (2019)
- Moulin Rouge! (2019)
- Automáticos (2018)
- Wicked (2018)
- Almost, Maine (2017)
- Pastorela (2015)
- Malas palabras (2014)
- La madre (2014)
- La piedra de la felicidad (2013)
- Cuento de Navidad (2012)
- Don Juan Tenorio (2011)
- Viva el miedo (2010)
- Splish splash your opinion is trash (2017)

## Premios y nominaciones
- Mejor Actor Revelación (Chueco) / Premios Produ (2024) / Nominado
- Mejor Actor Infantil (Corazón que Miente) / Premios Bravo (2017) / Ganador
- Mejor Actor Infantil (Rumbos Paralelos) / Diosas de Plata (2017) / Ganador
- Mejor Actor Infantil (Silvana Sin Lana) / Premios Telemundo (2016) / Nominado
- Mejor Actor Infantil (Por Mis Bigotes) / Diosas de Plata (2016) / Nominado
- Mejor Actor Infantil (La Rosa de Guadalupe) / Premios Bravo (2015) / Nominado
- Mejor Actor (Por Mis Bigotes) / Schlingel International Film Festival (2015) / Nominado
- Mejor Actor (Por Mis Bigotes) / International Film Competition Festival (2015) / Ganador
- Mejor Actor (Por Mis Bigotes) / IFCON Indonesia (2014) / Ganador
- Mejor Actor Infantil (Como Dice el Dicho) / Premios Bravo (2013) / Nominado